# Ignacio Vergara
Ignacio Vergara Gimeno – hiszpański rzeźbiarz pochodzący z Walencji.

## Życiorys
Pochodził z rodziny o tradycjach artystycznych. Jego ojciec Francisco Vergara był rzeźbiarzem, a brat José Vergara Gimeno został malarzem. Rzeźbiarzami byli również jego wuj Manuel Vergara i kuzyn Francisco Vergara Bartual. Podobnie jak brat zaczął naukę w warsztacie ojca. Wpływ na jego twórczość mieli także tacy artyści jak Evaristo Muñoz i Konrad Rudolf.
Był założycielem i dyrektorem Akademii Santa Bárbara w Walencji, która później przekształciła się w Królewską Akademię Sztuk Pięknych San Carlos. Był również profesorem Królewskiej Akademii Sztuk Pięknych św. Ferdynanda w Madrycie.
Jego najważniejszym dziełem jest wykonany w późnobarokowym stylu portal w Palacio del Marqués de Dos Aguas w Walencji. Portal został zaprojektowany przez malarza Hipólito Rovira, centralną figurę Matki Boskiej Różańcowej wykonał Francisco Molinelli.